# Ill (Francia)
L'Ill (in tedesco Ell) è un fiume francese che scorre nel Grand Est. La sua sorgente è sul Giura francese, presso Winkel, con una seconda sorgente presso Ligsdorf. Il suo corso, lungo 223 km è da sud a nord e, bagnando la pianura alsaziana, alimentato anche dalla falda freatica, il fiume raggiunge Strasburgo, per poi confluire nel Reno. L'Ill ha dato nome all'Alsazia (Ellsass in tedesco)

## Geografia

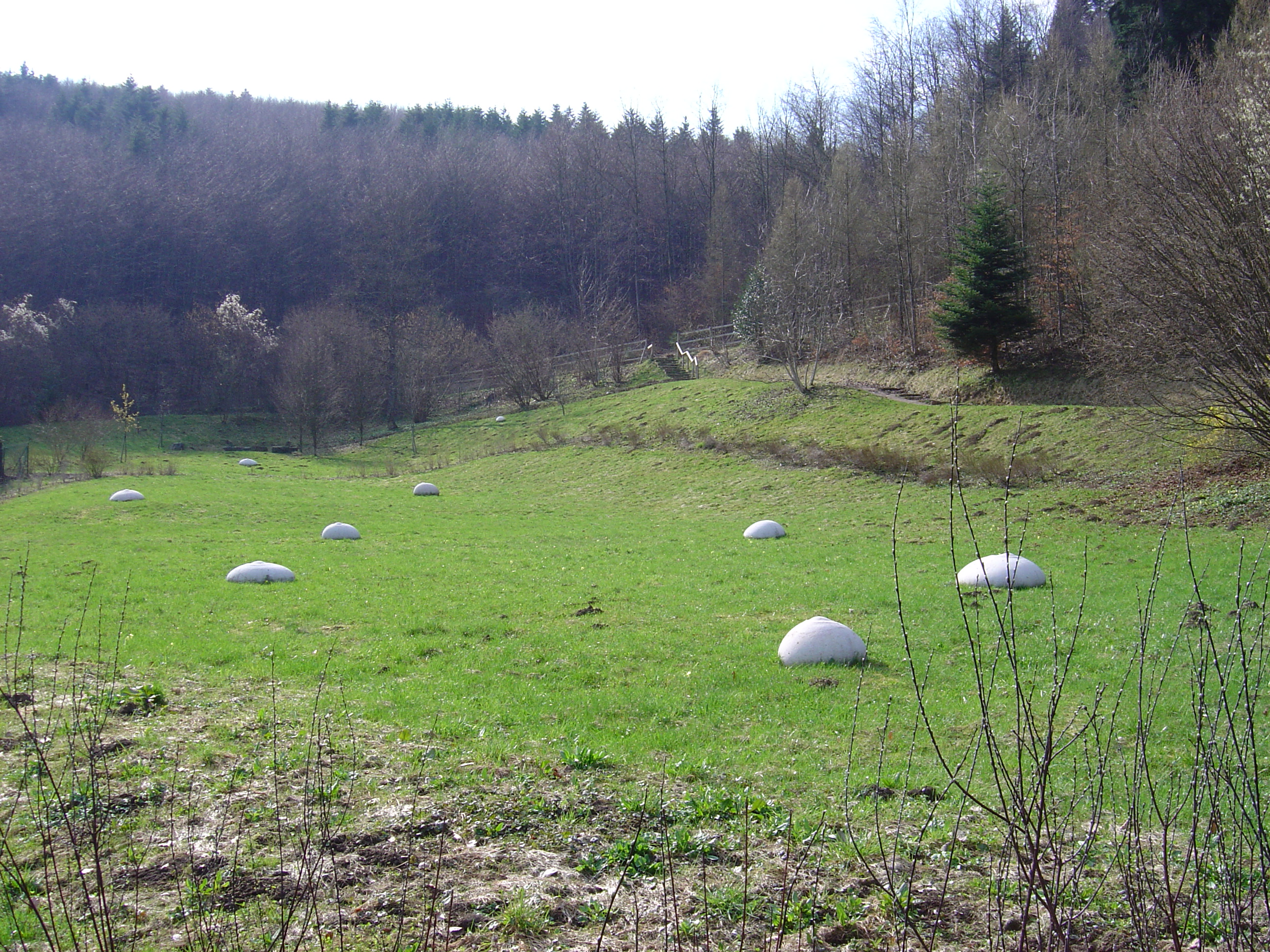
La sorgente dell'Ill a Winkel.

L'Ill ha la sua sorgente sul Glaserberg, nel Giura alsaziano a Winkel con una risorgiva a Ligsdorf. A Winkel risorge ad est del villaggio, in una località definita, nel 1591, con il nome di Illentsprung, cioè "origine dell'Ill", in un frutteto sulle pendici del Glaserberg. La sua corrente permetteva di far girare le ruote a pale delle segherie e dei mulini.
Essa circonda Ferrette ad est. La Largue (altro fiume del Sundgau) vi s'immette a Illfurth. L'Ill si biforca verso nord e si getta nel Reno a Offendorf, a valle di Strasburgo, dopo lo sbarramento idroelettrico di Gambsheim. Prima dei lavori di rettifica del corso del Reno, l'Ill vi confluiva all'altezza di La Wantzenau.
Esso bagna successivamente Altkirch, Mulhouse, Colmar, Sélestat e Strasburgo.
A Mulhouse, l'Ill si divideva originariamente in due rami per formare una piccola isola sulla quale, secondo la leggenda, sarebbe stato costruito un mulino ad acqua, attorno al quale si sarebbe sviluppata la città di Mulhouse. Questi rami furono in seguito, nel corso del medioevo, predisposti e divisi per servire da fossati ai bastioni della città. Ai nostri giorni gran parte dei fossati è stata riempita di terra. Rimangono solo due di essi, entrambi ricoperti: uno, a nord, che passa sotto l'avenue du Président Kennedy, a lungo chiamata Quai du Fossé e l'altro, a sud, passa sotto la rue de la Sinne. Questa via prende il nome dalla parola alsaziana Sinne (cioè "misura"), poiché una scala graduata, posta dietro il municipio, permetteva di sorvegliare il livello del fiume.

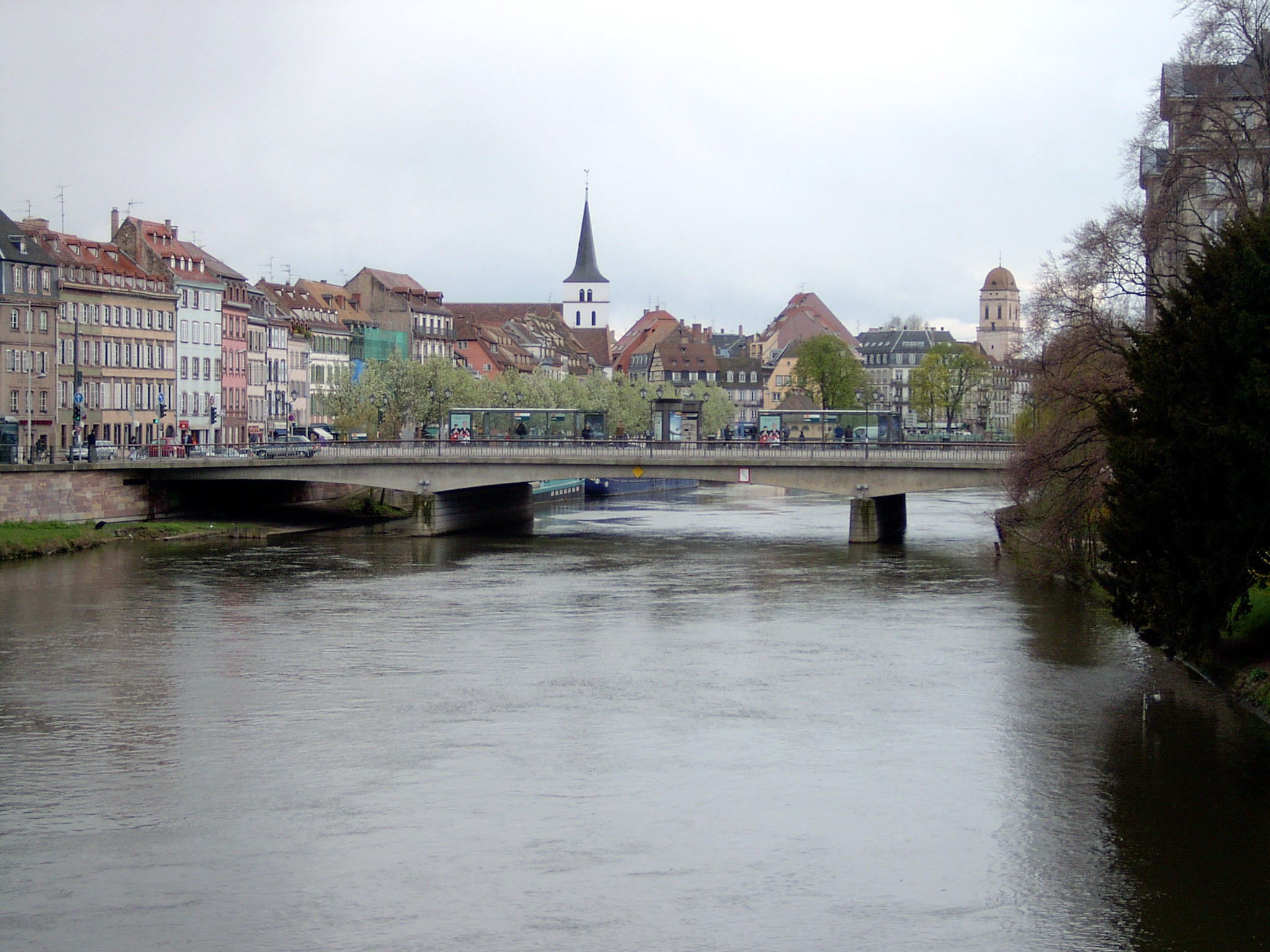
Veduta dell'Ill a Strasburgo.

Al suo ingresso in Mulhouse, l'Ill si riversa in gran parte nel canale di scarico che ne devia il corso nella Doller e protegge il centro storico di Mulhouse dalle inondazioni.
A livello d'Erstein, l'Ill è collegato a un canale di scarico e a un canale d'alimentazione che consente di controllarne il flusso all'entrata in Strasburgo. Nell'attraversamento della città, esso si divide in più rami, concorrendo alla nomea turistica del quartiere detto Petite France. Sulle chiatte si trovano bistrot, ristoranti e discoteche.
Quattro comuni alsaziani devono il loro nome a questo fiume: Illkirch, nel Basso Reno, e Illfurth, Illhaeusern e Illzach, nell'Alto Reno.
Altri toponimi hanno la stessa radice: l'Illwald (la foresta dell'Ill, vicino a Sélestat) ne è un esempio.
I suoi principali affluenti vengono dalla riva sinistra, dai rilievi dei Vosgi: la Largue, la Doller, la Thur, la Lauch, la Liepvrette, l'Ehn e il Bruche.
Nel suo corso l'Ill attraversa settanta comuni.